# 周儒 (岳池縣主簿)
周儒（？年—？年），湖南漵浦縣人，明朝政治人物，嘉靖時任四川順慶府岳池縣主簿。